# Mandlstein

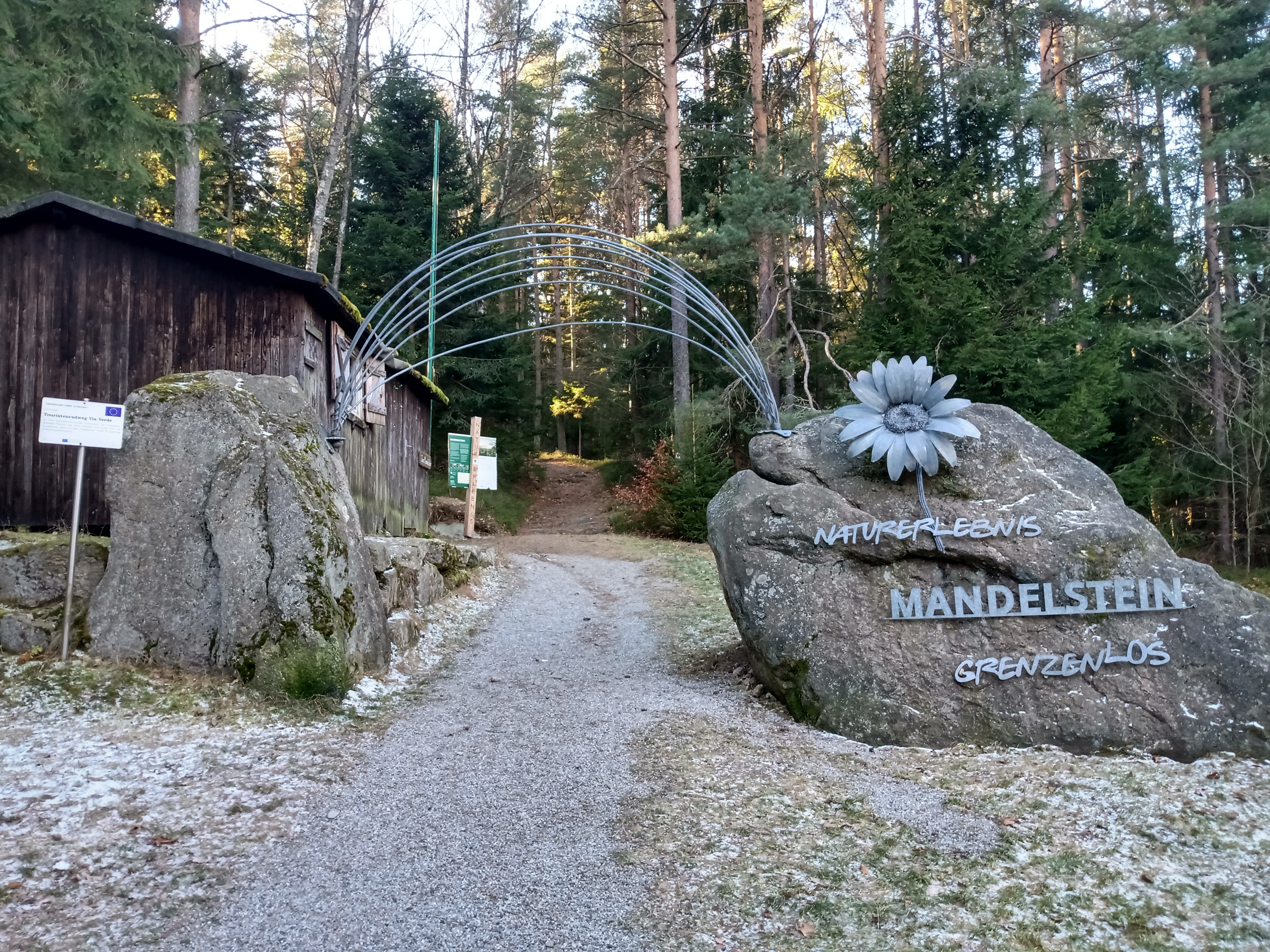
Vstup k vrcholu kopce MANDELSTEIN v Novohradských horách nedaleko českých hranic

Mandlstein (874 metrů nad mořem) je vrch v Novohradských horách, v regionu Waldviertel v Dolních Rakousech. Nachází se severně od obce Moorbad Harbach, nedaleko hranice s Českou republikou.
Vrchol hory je tvořen mohutnou granitovou skálou, na níž se vyskytují skalní mísy. Na úpatí skály se nachází chráněný přírodní výtvor – skalní brána Mandlsteintor.
Nedaleko od vrcholu je památník německých vysídlenců z Československa s kapličkou. Na vrcholu byla na jaře 2013 vybudována kovová vyhlídková plošina s dalekohledem.